# Josep Teixidor i Barceló
Josep Teixidor i Barceló (Seròs, corregiment de Lleida, 1750 o 1752 - Múrcia o Madrid, 1811 o 1815) fou un músic i compositor català. Fou mestre de capella de la seu de Lleida. Al convent de Las Descalzas Reales de Madrid fou organista (1774) i, després, mestre de capella entre 1778 i 1810, quan Josep Bonaparte és proclamat rei d'Espanya. Va ingressar com a vicemaestro de la Reial Capella.
És autor d'una missa a vuit veus, d'unes vespres i sis quartets de gran qualitat, compostos entre 1790 i 1800, que demostren el coneixement dels corrents musicals europeus i la influència de les obres de Luigi Boccherini, Joseph Haydn o Manuel Canales. En publicà un: el quartet en mi bemoll, a la Imprenta Nueva de Música el 1801. Va mantenir correspondència amb el teòric i compositor italià Giovanni Battista Martini.

### Àudio
- Los Stradivarius de la colección real, Madrid, RTVE, 1996.
- Quartets de corda, Barcelona: La Mà de Guido, 2010.
- Sonatas españolas del siglo XVIII / Pablo Cano, Barcelona: Belter, 1982.
- 1730-1754 (Enregistrament sonor), Barcelona: Enciclopèdia Catalana, 2005